# Мусаев, Энди
Энди Мусаев (нидерл. Andy Musayev; род. 17 апреля 2003, Остенде, Фламандский регион) — бельгийский футболист, полузащитник клуба «Велес».

## Биография
По национальности чеченец. Родился в бельгийском городе Остенде, куда его родители переехали в 2001 году из-за войны. Его отец также был футболистом, выступал за грозненский «Эрзу». Хотя Энди вырос в Бельгии, он имеет российский паспорт, владеет русским и чеченским языками. 
Начал заниматься футболом в 2009 году, присоединившись к детской команде VG Oostende. В 2012 году перешёл в юношескую команду «Остенде». Там прошёл все этапы молодёжного состава, за исключением нескольких сезонов в составе «Брюгге». В июле 2022 года подписал первый профессиональный контракт в своей карьере с «Остенде».
24 июля 2022 года официально дебютировал в составе «Остенде», когда наставник Ив Вандерхаге доверил ему место в стартовом составе в матче первого тура нового сезона Лиги Жюпиле с «Андерлехтом» (0:2).